# Сповідь (фільм, 1990)
«Сповідь» (інша назва: «Розкаяння») — радянський не завершений короткометражний художній фільм 1990 року, знятий режисером Сергієм Параджановим на кіностудії «Вірменфільм».

## Сюжет
Сценарій «Сповідь» Сергій Параджанов написав у 1969 році. Потреба написати сценарій і зняти найголовніший, сповідальний фільм, як він потім казав, з'явилася під час, коли він серйозно захворів у Києві: «1969 року я мав двостороннє запалення легень. Я вмирав у лікарні і просив лікаря продовжити мені життя хоч на шість днів. За ці кілька днів я написав сценарій. У ньому йдеться про моє дитинство…». Відчуваючи наближення смерті Параджанов писав: «Я маю повернуться в дитинство, щоб померти в ньому».

## У ролях
- Софіко Чіаурелі — мати
- Юрій Мгоян — родич

## Знімальна група
- Режисер — Сергій Параджанов
- Сценарист — Сергій Параджанов
- Художник — Сергій Параджанов